# Higher Walton (Cheshire)
Thorne Coffin lub Walton Superior – wieś w Anglii, w hrabstwie ceremonialnym Cheshire, w dystrykcie (unitary authority) Warrington, w civil parish Walton. Leży 3 km od miasta Warrington. W 1931 roku civil parish liczyła 175 mieszkańców.